# だらしな系
だらしな系（だらしなけい）とはズボンをずり下げてパンツを見えるようにして履く男性ファッションである。

## 起源
だらしな系の起源は1993年にアメリカ合衆国のファッションブランド『カルバン・クライン』がパンツの広告ポスターにおいてウエストのゴムにあるブランド名を見せるように履いたことにあるとされる。
日本ではカルバン・クラインのライセンスを取得したグンゼが仕掛け人となって1996年頃にカジュアル下着がブームとなり、それによって自分でパンツを買う若者が増えたとされる。

## 批判
元々のだらしな系は上述の通りであるが、同時期の女性ファッションのルーズソックス、男女両方のずり下げたデイパックなどもだらしな系としてひと括りに扱われ批判されることがあった。
また1996年には若者の視線平気症候群も話題となり、だらしな系に加えて地べたに座るジベタリアン、若い女性の援助交際も流行したことで、今の若者は人の目を気にせず楽をする傾向にあると評されるようにもなった。
だらしな系のヤンママ・ヤンパパも登場し、その子供への扱いも批判の対象となった。